# Kerem Alışık
İsmail Kerem Alışık (nascut el 5 de juny de 1960) és un actor i presentador de televisió turc. És l'únic fill dels famosos actors del cinema turc Sadri Alışık i Çolpan İlhan. Entre 1988 i 1992, es va casar amb l'actriu Sibel Turnagöl. Ha aparegut en moltes sèries i pel·lícules turques. És conegut per la seva direcció i producció de Savaş Ay i la pel·lícula The Belly Dancer (Dansöz). Darrerament ha aparegut a la sèrie de televisió Ben Onu Çok Sevdim.

## Biografia
Kerem Alışık va néixer el 5 de juny de 1960 a Istanbul, Turquia on va créixer en una família que estava envoltada per l'art ja que és l'únic fill dels famosos actors turcs Sadri Alışık i Çolpan İlhan. És a més nebot del poeta Attila İlhan. Es va graduar a l'escola secundària francesa Saint Benoit.
Les dues grans passions de Kerem Alışık sempre han estat la poesia i l'esport, especialment el futbol. Va començar de ben petit a escriure poesia d'enyorança per a la seva mare mentre cursava l'escola primària en un internat. Durant la seva joventut, va jugar a l'equip de futbol "Dikilitaşspor" on l'esperava una carrera prometedora però a causa d'una lesió va haver de retirar-se. A causa d'això, Kerem va decidir canviar de rumb a la seva carrera i va començar a actuar al cinema.
Entre 1988 i 1992, va estar casat amb l'actriu turca Sibel Turnagöl. Del matrimoni va néixer un nen anomenat Sadri, que també és actor de professió.

## Carrera professional

### Com a futbolista
Kerem Alışık va començar la seva carrera professional com a futbolista i, durant aquests anys, va ser un jugador de futbol de molt èxit a l'equip "Dikilitaşspor", conegut a tota Turquia. De fet, a la temporada 1979-1980, se'l mostra com un dels quatre millors jugadors de la Primera Lliga Amateur d'Istanbul.
Amb el seu gran èxit en aquest equip, Kerem se'n va al "Üsküdar Anadoluspor" però poc temps després torna al "Dikilitaşspor".

### Com a actor
Kerem Alışık va aparèixer per primera vegada a les pantalles quan amb prou feines tenia 5 anys a la pel·lícula Kocamın Nişanlısı, dirigida en què els seus pares van interpretar els papers principals.
Després de la mort del seu pare, va fer els primers passos en l'actuació recolzat per la seva mare amb la sèrie Fırtınalar Un any després, va trepitjar per primera vegada els escenaris dels teatres amb l'obra Fehim Pasha Mansion.
Després d'actuar en nombroses pel·lícules i sèries, el 2005 Kerem Alışık va fundar el "Centre Cultural Sadri Alışık" amb la seva mare, Çolpan İlhan. Aquest centre ofereix formació actoral com Acadèmia i Conservatori per apropar joves i talentosos actors a la cultura i l'art.
També va fundar el "Teatre Sadri Alışık" amb la seva mare i tots dos es van encarregar de la producció de moltes obres i van actuar en algunes.
Després de la mort de la seva mare, Kerem va canviar el nom del teatre i va passar a anomenar-se "Teatre Çolpan İlhan & Sadri Alışık"., en què l'actor assumeix les funcions de director i supervisor i també actua en diverses obres del teatre.

## Filmografia

### Sèries
| Any          | Sèrie                 | Personatge        |
| ------------ | --------------------- | ----------------- |
| 1996-1997    | Fırtınalar            | Ferit Demiröz     |
| 1997         | Böyle meu Olacaktı    |                   |
| 1997-1998    | Oyun Bitti            | Demir Filibe      |
| 1998         | Mualla                | Cevat Kartal      |
| 1999         | Şükran Büfe           | Ayhan             |
| 1999         | Hicran                | Ferhat            |
| 2000         | Zehirli Çiçek         | Orhan             |
| 2000         | Baykuşların Sanatı    | Sedat             |
| 2000         | Beyoğlu Rüyası        | Kemal             |
| 2001         | Böyle meu Olacaktı    | Kadir Arikan      |
| 2001         | Günah                 | Sinan             |
| 2002         | Deliboren Destanı     | Deliboren         |
| 2003         | Şarcaılar Seni Söyler | Yavuz             |
| 2003         | AGA                   | Ali Galip Alemdar |
| 2004         | Aşk Mahkumu           | Aşkın             |
| 2005         | Són Yüzleşme          | Tamer             |
| 2006         | Kördüğüm              |                   |
| 2007         | Kartallar Yüksek Uçar | Mustafa           |
| 2012         | Yol Ayrımı            | Kamil Bey         |
| 2013         | Ben Onu Çok Sevdim    | Fatin Rüştü Zorlu |
| 2015         | Kurtlar Vadisi Pusu   | Ziya              |
| 2015         | Kara Kutu             | Başkomiser Tekin  |
| 2015- 2017   | Kara Sevda            | Ayhan             |
| 2018-2021    | Bir Zamanlar Çukurova | Ali Rahmet Fekeli |
| 2022-present | Sipahi                | Yıldırım Bozok    |

### Cinema
| Any  | Pel·lícula                                        | Personatge  |
| ---- | ------------------------------------------------- | ----------- |
| 1965 | Kocamın Nişanlısı                                 |             |
| 1997 | Ah Nalan Ah                                       | Kemal       |
| 1997 | Yanlış Saksının Çiçeği                            | Mustafa     |
| 2000 | Dansöz                                            | Guineu      |
| 2000 | Kumru                                             | Kemal       |
| 2000 | Yarın Geç Olmayacak                               |             |
| 2004 | Hababam Sınıfı Askerde                            | Sabit       |
| 2004 | Hoşgeldin Hayat                                   | Serhat      |
| 2005 | Horoz Sedat                                       | Horoz Sedat |
| 2005 | Mühim Olan Aşkımız                                | Şükrü       |
| 2008 | Saddam'ın Askerleri: Bir Gani Rüzgar Savata filmi |             |
| 2010 | 72. Koğuş                                         | Berbat      |
| 2011 | Kara Murat Mora'nın Ateşi                         |             |
| 2011 | 72. Koğuş                                         | Serhat      |
| 2012 | Mevsim Çiçek Açtı                                 |             |
| 2015 | Şartlı Tahliye                                    |             |
| 2017 | Arif v 2016                                       | Ömer        |

### Obres de teatre
| Any         | Obra                     |
| ----------- | ------------------------ |
| 1999        | Fehmi Paşa Konağı        |
| 2001        | Herkesin Gözü Önünde     |
| 2002        | Aşk Olsun Aşk            |
| 2003        | Boeing Boeing            |
| 2005        | Ağır Roman               |
| 2007        | Kadıncıklar              |
| 2012        | Selvi Boylum Al Yazmalım |
| 2015 - 2016 | Frankenstein             |

## Premis i nominacions
| Any                        | Premis                               | Categoria                        | Resultat  |
| -------------------------- | ------------------------------------ | -------------------------------- | --------- |
| 2004                       | Beykoz Belediyesi                    | Estrella de sèrie de televisió   | Guanyador |
| 2006                       | MGD (Magazin Gazetecileri Derneği)   | Millor actor                     | Guanyador |
|                            | Pertevniyal Lisesi                   | Actor de teatre masculí de l'any | Guanyador |
| Rotarakt Club, Rotabest 05 | Actor de teatre més admirat de l'any | Guanyador                        |           |
| Ahmet Şimşek Koleji        | Millor actor en sèrie de televisió   | Guanyador                        |           |
| 2019                       | Premis Quality Magazine 2019         | Millor actor de qualitat         | Guanyador |
| 2020                       | 46è Premis Altın Kelebek             | Premi per èxits                  | Guanyador |